# Voodoo 5
La Voodoo 5 è l'ultima e più potente linea di schede video prodotta da 3dfx Interactive tra il 1999 e il 2000.
Tutti i modelli della famiglia erano basati sul processore grafico VSA-100. Solo la Voodoo 4 4500 a chip singolo e la Voodoo 5 5500 a doppio chip sono arrivati sul mercato.

## Architettura e performance
Il chip grafico VSA-100 è il diretto successore di "Avenger", il chip grafico montato dalla Voodoo 3. Utilizzava un processo produttivo a 250nm, come l'Avenger. Tuttavia, il processo fu dotato di un sesto strato metallico per migliorare velocità e densità, e i transistor hanno un gate leggermente più corto e uno strato di ossido più sottile. VSA-100 ha circa 14 milioni di transistor rispetto ai circa 8 milioni dell'Avenger. Il chip ha una texture cache più grande del suo predecessore e i data paths sono a 32-bit invece che a 16-bit. I calcoli rendering sono a 40-bit, ma gli operandi e i risultati sono memorizzati in 32-bit.
Uno degli obiettivi del VSA-100 era la scalabilità. Il nome del chip è un'abbreviazione per "Voodoo Scalable Architecture" (Architettura Voodoo Scalabile). Usando uno o più chip VSA-100, potevano essere coperti vari segmenti di mercato. In teoria, fino a 32 chip VSA-100 potevano essere implementati in una sola scheda, e il fillrate della scheda sarebbe incrementato proporzionalmente. Su schede con più VSA-100, i chip operano utilizzando la tecnologia Scan-Line Interleave (SLI) di 3dfx. Questa tecnologia, tuttavia, possedeva un grande difetto: varie parti hardware (in particolare la costosa VRAM) devono essere implementate per ogni chip, incrementando di molto la complessità e il costo della soluzione.
3dfx cambiò la pipeline di rendering da una singola pipeline grafica con due unità di texture mapping (Voodoo2/3) a una doppia pipeline grafica con un'unità di texture mapping a testa. Questo design, chiamato comunemente configurazione 2x1, riesce a generare 2 pixel e 2 texel per clock al posto di 1 pixel e 2 texel per clock.
Il VSA-100 fu il primo chip 3dfx con pieno supporto ai colori 32-bit rispetto ai 16-bit dei predecessori, e poteva utilizzare texture fino a 2048x2048 pixel rispetto ai precedenti 256x256. Inoltre, 3dfx implementò la compressione di texture FXT1 e DXTC.
Il VSA-100 supportava un buffer di accumulazione hardware, chiamato "T-buffer". Renderizzando col T-buffer, il VSA-100 poteva memorizzare l'output combinato di più frame. Questo meccanismo permetteva effetti come il motion blur (se usato temporalmente) e anti-aliasing (se usato spazialmente). Il VSA-100 supportava inoltre l'RGSS AA (rotated-grid super-sampling anti-aliasing), con un livello massimo di anti-aliasing determinato dal numero di chip presenti sulla scheda: con un chip 2x, con due chip fino a 4x, e così via. L'RGSS AA combina più sample di ogni frame, ottenendo una qualità migliori dell'ordered-grid over-sampling di ImgTech PowerVR, ATI Radeon DDR e Nvidia Geforce 2.
Il VSA-100 implementa un'interfaccia SDRAM a 128-bit, simile alla Voodoo 3. La capacità e banda di memoria è separatamente dedicata ad ogni processore VSA-100, di conseguenza la capacità utilizzabile non è cumulativa, poiché le texture devono essere copiate su ogni blocco di memoria, mentre la banda di memoria effettiva è moltiplicata per il numero di chip. Una Voodoo 5 5500 con due VSA-100 e memoria SDRAM su bus 2x128-bit avrà dunque la stessa banda di una Geforce 2 GTS con memoria DDR su bus da 128-bit. La memoria, inoltre, è sincrona alla GPU. Furono previste versioni con bus a 64-bit e supporto DDR per diminuire complessità e costi mantenendo le stesse prestazioni, ma non furono mai realizzate.
Nonostante il VSA-100 supporti l'interfaccia AGP 4x, 3dfx non implementò l'AGP texturing.

## Modelli

### Voodoo 4 4500

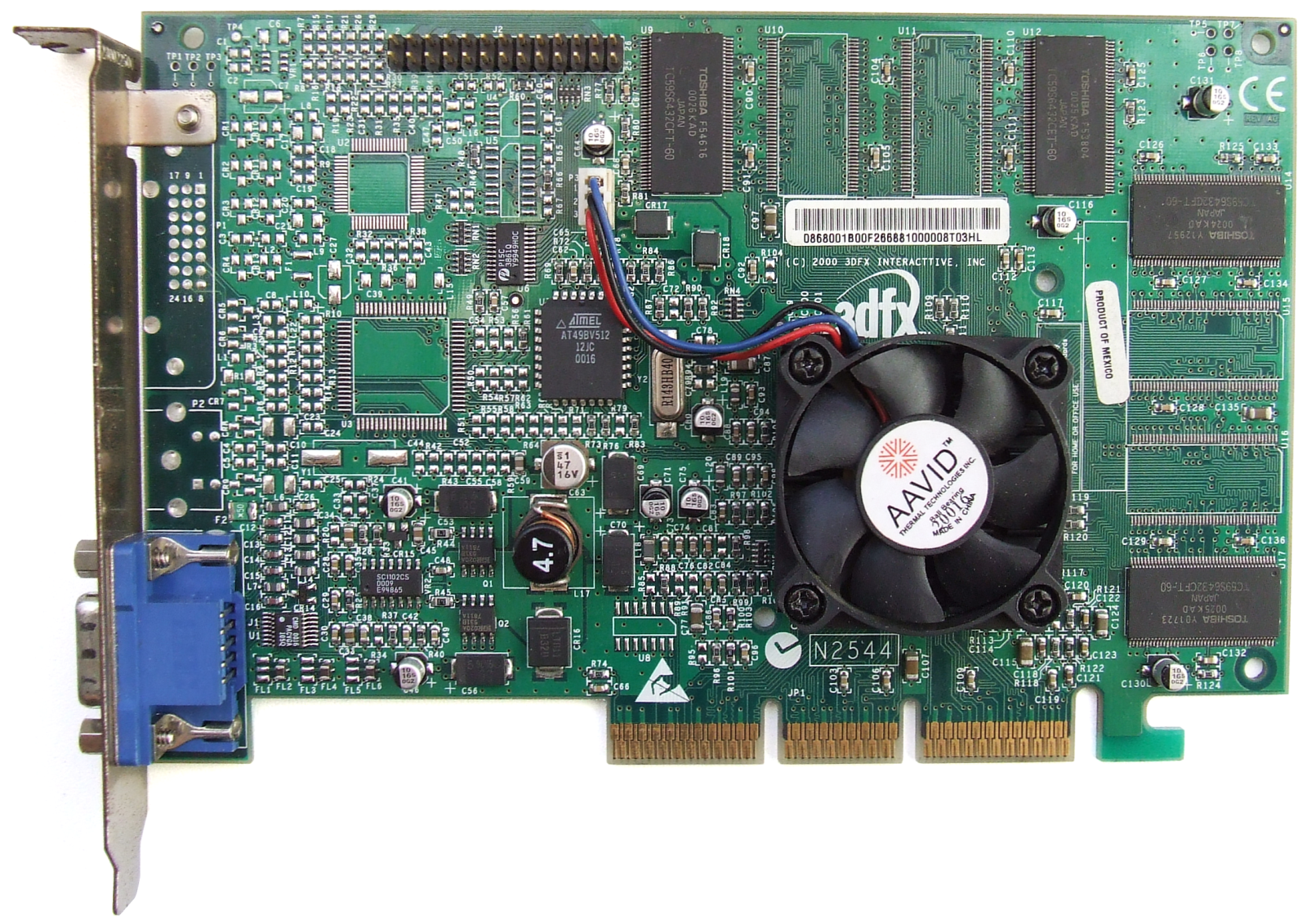
Una Voodoo4 4500 con 32 MB di RAM e connettore AGP

Uscita dopo la Voodoo 5 5500, la Voodoo4 4500 rappresentava l'implementazione economica del processore VSA-100. Utilizzava un solo chip VSA-100 e non aveva bisogno di una connessione di alimentazione aggiuntiva. Era più costosa, ma meno potente di schede come la GeForce2 MX e Radeon SDR.

### Voodoo 5 5000
La mai rilasciata Voodoo 5 5000 doveva essere simile alla 5500, ma possedere metà della VRAM (16MB per chip), e avrebbe dovuto operare ad una frequenza di 166MHz.

### Voodoo 5 5500

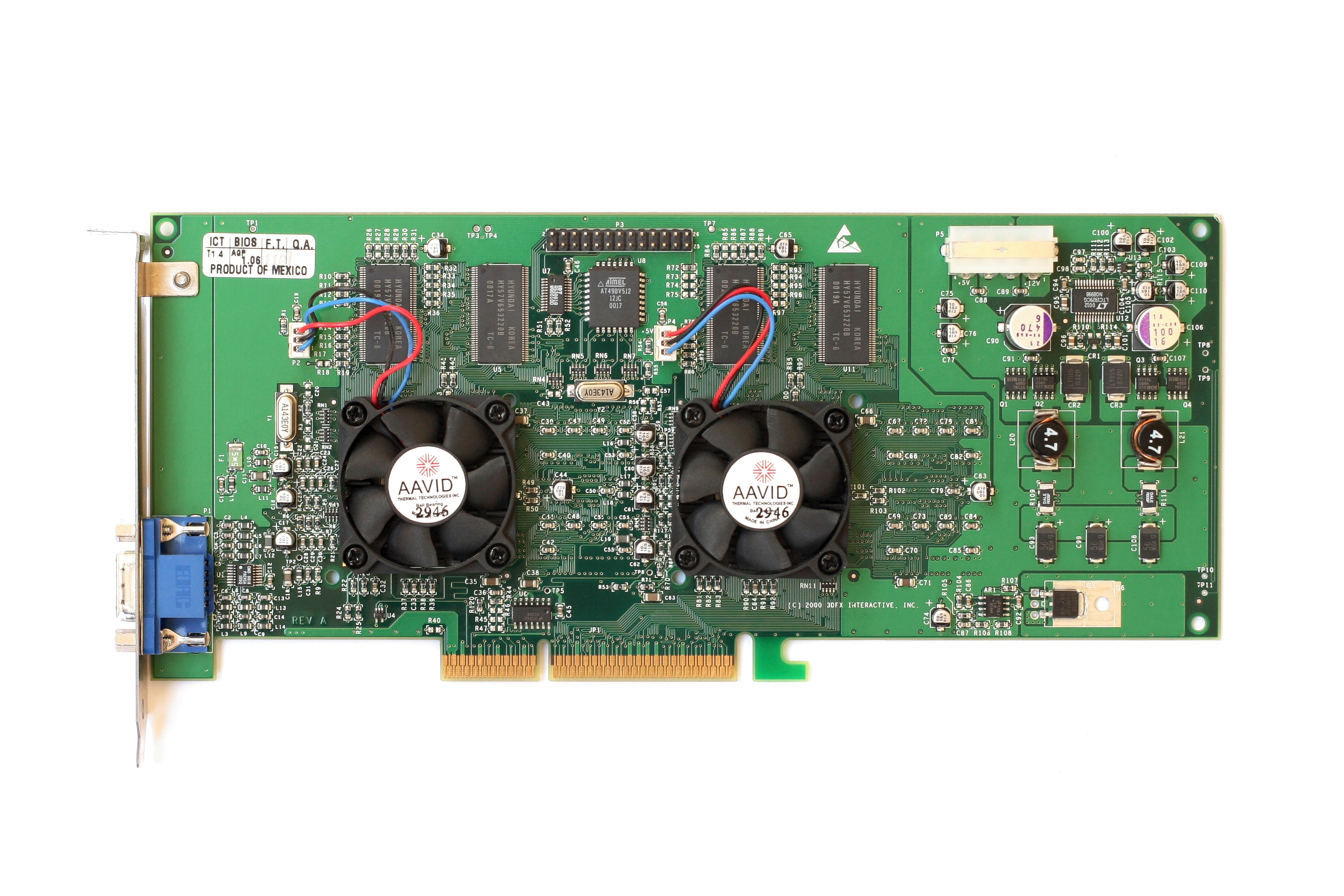
La Voodoo5 5500 con 64 MB di RAM

La Voodoo 5 5500 utilizzava due chip VSA-100 a 166MHz in SLI, ciascuno con 32MB di SDRAM sincorna, che su entrambi i chip garantivano una banda di 5,3GBps, la stessa a disposizione della Geforce 2 GTS (che usava memoria DDR). Nonostante la banda sia più elevata, la capacità all'atto pratico della scheda non è di 64MB, ma qualcosa di più vicino a 32MB, poiché a causa dello SLi le texture devono essere duplicate su ogni blocco di memoria.
Esistevano tre versioni della 5500: una versione AGP universale (AGP 1/2x, ci furono prototipi con AGP 4x) con pieno supporto sideband, una versione PCI, e una versione per Mac, che era disponibile soltanto in PCI, ma poteva funzionare in slot PCI da 66MHz. L'edizione per Mac aveva uscite DVI-D dual link e VGA-A, mentre le altre versioni avevano soltanto l'uscita VGA.
Nei giochi, la Voodoo 5 5500 riusciva a battere l'Nvidia Geforce 256 e l'ATI Rage 128 MAXX, ma sfortunatamente la Voodoo 5 5500 arrivò tardi sul mercato e si ritrovò a doversi confrontare con la nuova GeForce 2 GTS e la Radeon DDR, che offrivano prestazioni maggiori ad un prezzo minore, risultando in vendite .

### Voodoo 5 6000
La Voodoo 5 6000 non fu mai rilasciata, e doveva essere il top di gamma della linea Voodoo 5. Avrebbe dovuto usare quattro chip VSA-100 a 166MHz in SLI, ognuno con 32MB di SDRAM sincrona. Circa 1000+ prototipi furono prodotti. Siccome la scheda usava più potenza di quella che la specifica AGP permetteva, con essa avrebbe dovuto essere incluso uno speciale alimentatore esterno chiamato Voodoo Volts. La maggior parte dei prototipi utilizza un connettore interno Molex standard.
In quanto a prestazioni, poche informazioni erano conosciute fino a che dei prototipi non finirono nelle mani degli appassionati. I risultati mostrarono che la Voodoo 5 6000 riusciva a battere la Nvidia Geforce 2 Ultra e la ATI Radeon 7500, che erano i top di gamma delle rispettive linee (voci sostenevano che la Geforce 2 Ultra dovesse prevenire 3dfx dal prendere il titolo di scheda più veloce). In alcuni casi, la Voodoo 5 6000 fu mostrata competere bene con la scheda di generazione successiva Geforce 3.
Purtroppo, i costi di produzione della Voodoo 5 6000 avrebbero probabilmente ostacolato la sua competitività da un punto di vista della profittabilità. Comparata alle schede a chip singolo Geforce e Radeon, una Voodoo 5 6000 richiedeva un circuito stampato complesso e molta ridondanza. Avrebbe dovuto costare $600, molto più della competizione. Nonostante il suo elevato prezzo, la Voodoo 5 6000 non avrebbe offerto le vertex e pixel shaders dell'API next-gen DirectX 8.0, che erano disponibili nella Geforce 3 e Radeon 8500, e nemmeno alcune feature DirectX 7. La precaria situazione finanziaria di 3dfx fu un altro fattore che contribuì al mancato rilascio di questa scheda.
Ci furono cinque revisioni della Voodoo 5 6000: (i numeri dopo il modello indicano la settimana di costruzione: 10 per la settimana 10, 00 per l'anno 2000).

#### Intel Revision 1 (model 1000-1900)
Questa era una prima versione alpha della scheda, principalmente usata per foto e test. Queste schede generalmente avevano una scarsa durata, e erano largamente incompatibili con varie schede madri al tempo. Inoltre, tipicamente non erano in grado di raggiungere frequenze superiori a 143MHz senza che il VSA-100 venisse danneggiato. Questa revisione utilizzava un bridge PCI Intel, era equipaggiata con 128MB di SDRAM da 5.4ns e usava un alimentatore esterno proprietario 3dfx. I modelli iniziali avevano una disposizione dei 4 VSA-100 in due colonne affiancate, e richiedevano un PCB a 8 strati (la maggior parte delle schede GeForce 2 avevano 4 strati, mentre la Voodoo 5 5500 ne aveva 6) e sarebbero stati troppo costosi. Tutte le successive revisioni disposero i 4 chip in riga.

#### HiNT Revision 2 (model 2000-2900)
Questa versione cambiò il bridge PCI Intel con uno marchiato HiNT. Queste schede potevano essere alimentate dall'alimentatore interno del sistema oppure da un alimentatore esterno proprietario 3dfx, così come tutte le successive revisioni. La velocità di clock variava da scheda a scheda, generalmente 166 o 183MHz. I VSA-100 utilizzati non avevano lunga durata, e potrebbero aver avuto problemi con l'anti-aliasing. Questa revisione aveva 128MB di SDRAM da 5.0ns.

#### HiNT Revision 3 (model 3000-3500)
Schede da questa revisione variavano da non funzionanti a perfettamente funzionanti. In questa revisione erano stati risolti molti problemi, ma i VSA-100 avevano ancora problemi di morte termica oltre 183MHz. Queste schede avevano GPU da 166 o 183 MHz.

#### HiNT Revision 4 (3600-3700)
3dfx decise di optare per una frequenza di 166 MHz a causa dei problemi che le 6000 avevano nell'operare a 183MHz a causa di un problema di progettazione nel PCB. La maggior parte dei problemi delle precedenti versioni erano stati risolti, ma in alcune schede potevano ancora esserci artefatti durante l'utilizzo dell'anti-aliasing. La maggior parte delle schede conosciute sono revisione A, settimana 37, 2000.

#### HiNT Revision 5 (model 3900)
Su questa revisione non sono noti molti dettagli, a parte il fatto che era la versione finale. Avrebbe dovuto essere la versione di rilascio, ma poco dopo la produzione di 10 schede, la serie 6000 fu cancellata.

### Lista
| Modello        | Lancio          | Nome In Codice | Pr.Prod. (nm) | Intarfaccia Bus | Memoria Video (MiB) | Velocità Core (MHz) | Velocità Memoria (MHz) | Config.1 | Fillrate | Fillrate | Fillrate | Fillrate   | Memory       | Memory | Memory              | Supporto Direct3D |
| Modello        | Lancio          | Nome In Codice | Pr.Prod. (nm) | Intarfaccia Bus | Memoria Video (MiB) | Velocità Core (MHz) | Velocità Memoria (MHz) | Config.1 | MOp/s    | MPixel/s | MTexel/s | MVertici/s | Banda (GB/s) | Tipo   | Larghezza Bus (bit) | Supporto Direct3D |
| -------------- | --------------- | -------------- | ------------- | --------------- | ------------------- | ------------------- | ---------------------- | -------- | -------- | -------- | -------- | ---------- | ------------ | ------ | ------------------- | ----------------- |
| Voodoo4 4000   | Mai rilasciata  | VSA-100        | 250           | AGP 4x, PCI     | 16                  | 166                 | 166                    | 2:2      | 332      | 332      | 332      | 0          | 2.656        | SDR    | 128                 | 6.0               |
| Voodoo4-2 4000 | Mai rilasciata  | VSA-101        | 180           | AGP             | 16                  | ?                   | ?                      | 2:2      | ?        | ?        | ?        | 0          | ?            | SDR    | 128                 | 6.0               |
| Voodoo4-2 4200 | Mai rilasciata  | VSA-101        | 180           | AGP, PCI        | 16, 32              | 143                 | 143                    | 2:2      | 143      | 143      | ?        | 0          | ?            | DDR    | 64                  | 6.0               |
| Voodoo4-2 4200 | Mai rilasciata  | VSA-101        | 180           | PCI             | 32                  | 166                 | 166                    | 2:2      | 166      | 166      | ?        | 0          | ?            | DDR    | 64                  | 6.0               |
| Voodoo4 4500   | 13 ottobre 2000 | VSA-100        | 250           | AGP 2x/4x, PCI  | 32                  | 166                 | 166                    | 2:2      | 332      | 332      | 332      | 0          | 2.656        | SDR    | 128                 | 6.0               |
| Voodoo4 4800   | Mai rilasciata  | VSA-100        | 250           | AGP 4x, PCI     | 64                  | 166                 | 166                    | 2:2      | 333      | 333      | 333      | 0          | 2.656        | SDR    | 128                 | 6.0               |
| Voodoo5 5000   | Mai rilasciata  | VSA-100 x2     | 250           | AGP 4x, PCI     | 32                  | 166                 | 166                    | 2:2 x2   | 664      | 664      | 664      | 0          | 2.656        | SDR    | 128                 | 6.0               |
| Voodoo5 5500   | 22 giugno 2000  | VSA-100 x2     | 250           | AGP 2x, PCI     | 64                  | 166                 | 166                    | 2:2 x2   | 664      | 664      | 664      | 0          | 5.33         | SDR    | 128                 | 6.0               |
| Voodoo5 6000   | Mai rilasciata  | VSA-100 x4     | 250           | AGP 4x, PCI     | 128                 | 166                 | 166                    | 2:2 x4   | 1328     | 1328     | 1328     | 0          | 10.66        | SDR    | 256                 | 6.0               |

- 1 Texture Mapping Unit / Render Output Unit

## Successore
Il successore alla serie Voodoo 5, col nome in codice "Rampage", era già in programma e in sviluppo da anni. Avrebbe dovuto utilizzare un processo produttivo migliore, supportato VRAM DDR, frequenza core di 200+ MHz, e un'unità T&L. Tuttavia, la scheda era ancora in sviluppo iniziale, e solo una ventina di unità funzionanti furono prodotte prima che 3dfx dichiasse bancarotta, e che la maggior parte degli asset 3dfx venissero acquistati da Nvidia nel tardo 2000.